# Out and Loud
Das Out and Loud (abgekürzt OAL) war ein dreitägiges Musikfestival, das von 2013 bis 2016 jährlich nahe der unterfränkischen Ortschaft Geiselwind stattfand. Zunächst unter dem Namen Beastival, wurde es 2014 zu Out and Loud umbenannt. Veranstaltet wurde das Festival von Rock the Nation.
Das Festival fand im Bereich um die Eventhalle und den Autohof Strohofer in Geiselwind statt. Die Bands spielten zum einen auf der Main Stage, die als Open-Air-Bühne außerhalb der Eventhalle stand, zum anderen auf der Second Stage innerhalb der Eventhalle. 2014 kam die Newcomer-Stage dazu, mit der aufstrebenden Bands eine Plattform geboten wurde, sich vor größerem Publikum zu präsentieren.
Für 2017 musste das Festival aus finanziellen Gründen abgesagt werden. Am 4. November 2017 gaben die Veranstalter bekannt, dass das Festival „bis auf Weiteres“ nicht mehr stattfinden werde.

## Line-Ups

### 2013  --  damals noch Beastival genannt
Main Stage: Asphyx, Bleeding Red, Bloodbound, Brainstorm, Dark Tranquillity, Destruction, Die Apokalyptischen Reiter, Eisregen, Enforcer, Essence, Excrementory Grindfuckers, Grand Magus, Hatred, Kataklysm, Korpiklaani, Kreator, Majesty, Mercenary, Sabaton, Satyricon, Sodom, Tankard, Varg, Wintersun
Second Stage: Accuser, Attic, Bornholm, Debauchery, Dust Bolt, Emergency Gate, Ex Deo, Heidevolk, Hellish Crossfire, Imperium Dekadenz, Insomnium, Justice, Katatonia, Lonewolf, Lost Society, Milking the Goatmachine, Mystic Prophecy, Nachtblut, Pessimist, Screamer, Trollfest, U.D.O., Vanderburst, Winterstorm, Wisdom, Wolfchant

### 2014
Main Stage: Amon Amarth, Arkona, Asphyx, Behemoth, Bleeding Red, Blind Guardian, Die Apokalyptischen Reiter, Doro, Dust Bolt, Ensiferum, Freedom Call, Grave, Hate, Legion of the Damned, Majesty, Powerwolf, Rage, Sasquatch, Saxon, Sepultura, Serenity, Stormwarrior, Suicidal Angels, Vader
Second Stage: Accuser, Arven, Attic, Black Messiah, Blood Ceremony, Bloody Hammers, Blues Pills, Delain, Evil Invaders, Flotsam & Jetsam, Hail of Bullets, Horisont, IAMENEMY, Milking the Goatmachine, Moonspell, Nocte Obducta, Orden Ogan, Solstafir, Stallion (abgesagt), Thyrfing, Xandria

### 2015
Main Stage: Accuser, Alestorm, Battle Beast, Carcass, Diablo Blvd, Dimeless, Dvalin, Eluveitie, Equilibrium, Feuerschwanz, Frei.Wild, Fylgja, Grave Digger, Hammerfall, Helloween, Insomnium, J.B.O., Majesty, Megaherz, Overkill, Subway to Sally, Tankard, Testament, Wintersun
Second Stage: Ahab, Arch Enemy, Asphyx, Black Mirrors, Bloodbound, Blues Pills, Civil War, Dark Fortress, Deserted Fear, Dying Fetus, Evertale, Evil Invaders, Finsterforst, Godsized, Hackneyed, Hate, Hell City, Messenger, Moonspell, My Sleeping Karma, Orchid, Rogash, Serenity, Skull Fist, The Vintage Caravan, The Vision Bleak, Unleashed, Varg, Wisdom
Newcomer Stage: Beyond Orcus, Combustion, Dark Zodiak, Dead Alone, Dead Ember, Forensick, Furious Anger, Kambrium, Knockdown Industries, Martyrion, Narsil, Phallax, Ravenpath, Scalpture, Skeleton Pit, Smoke the Sky, Stormhammer, The Privateer, Tyron

### 2016
Main Stage: Antipeewee, Behemoth, Caliban, Dvalin, Epica, Excrementory Grindfuckers, Finntroll, Hatebreed, Kataklysm, Kissin’ Dynamite, Kreator, Pain, Powerwolf, Rage, Sonata Arctica, Suicidal Angels, Within Temptation
Second Stage: Annihilator, Beggars, Black Messiah, Brainstorm, Dark Tranquillity, Dawn of Disease, Deadlock, Delain, Dust Bolt, Dying Gorgeous Lies, Eisregen, Firtan, Gloryhammer, Intestinal Damage, Justice, Korpiklaani, Mantar, Nervosa, Pripjat, Secrets of the Moon, Sergeant Steel, Stallion, Walls of Jericho
Newcomer Stage: Amplified Memory, Arcturon, Devils Musement, Disinfect, Endlevel, Incordia, Intestinal Damage, Mortal Strike, Morthus, Oversense, Scarnival, Soulbound, Spirit of the Future Sun, Sundown, Texas Cornflake Massacre, Trinity Site, Unbound